# Andravida-Kyllini
Andravida-Kyllini (in greco Ανδραβίδα-Κυλλήνη?) è un comune della Grecia situato nella periferia della Grecia occidentale (unità periferica dell'Elide) con 24.668 abitanti secondo i dati del censimento 2001.
È stato istituito a seguito della riforma amministrativa detta Programma Callicrate in vigore dal gennaio 2011 che ha abolito le prefetture e accorpato numerosi comuni.
Il territorio di Andravida-Kyllini comprende quello dei soppressi comuni di Andravida, Kastro-Kyllini, Lechaina e Vouprasia.